# Distrito do Reno-Sieg
O Distrito do Reno-Sieg (em alemão:  Rhein-Sieg-Kreis) é um distrito (Kreis ou Landkreis) da Alemanha localizado na região (Regierungsbezirk) de Colónia, no estado da Renânia do Norte-Vestfália.

## Cidades e municípios
(Populações em 31 de dezembro de 2007)
Cidades
1. Bad Honnef (24 965)
2. Bornheim (48 470)
3. Hennef (Sieg) (45 573)
4. Königswinter (41 226)
5. Lohmar (31 207)
6. Meckenheim (24 679)
7. Niederkassel (37 025)
8. Rheinbach (26 779)
9. Sankt Augustin (55 844)
10. Siegburg (39 563)
11. Troisdorf (74 940)

Municípios
1. Alfter (22 868)
2. Eitorf (19 750)
3. Much (15 107)
4. Neunkirchen-Seelscheid (20 902)

Mapa do distrito do Reno-Sieg.

5. Ruppichteroth (10 862)
6. Swisttal (18 326)
7. Wachtberg (20 093)
8. Windeck (20 863)